# HK Express
HK Express (chinesisch 香港快運航空) ist eine chinesische Billigfluggesellschaft mit Sitz in der Sonderverwaltungszone Hongkong und Basis auf dem Hong Kong International Airport. Sie ist ein Tochterunternehmen der Cathay Pacific.

## Geschichte

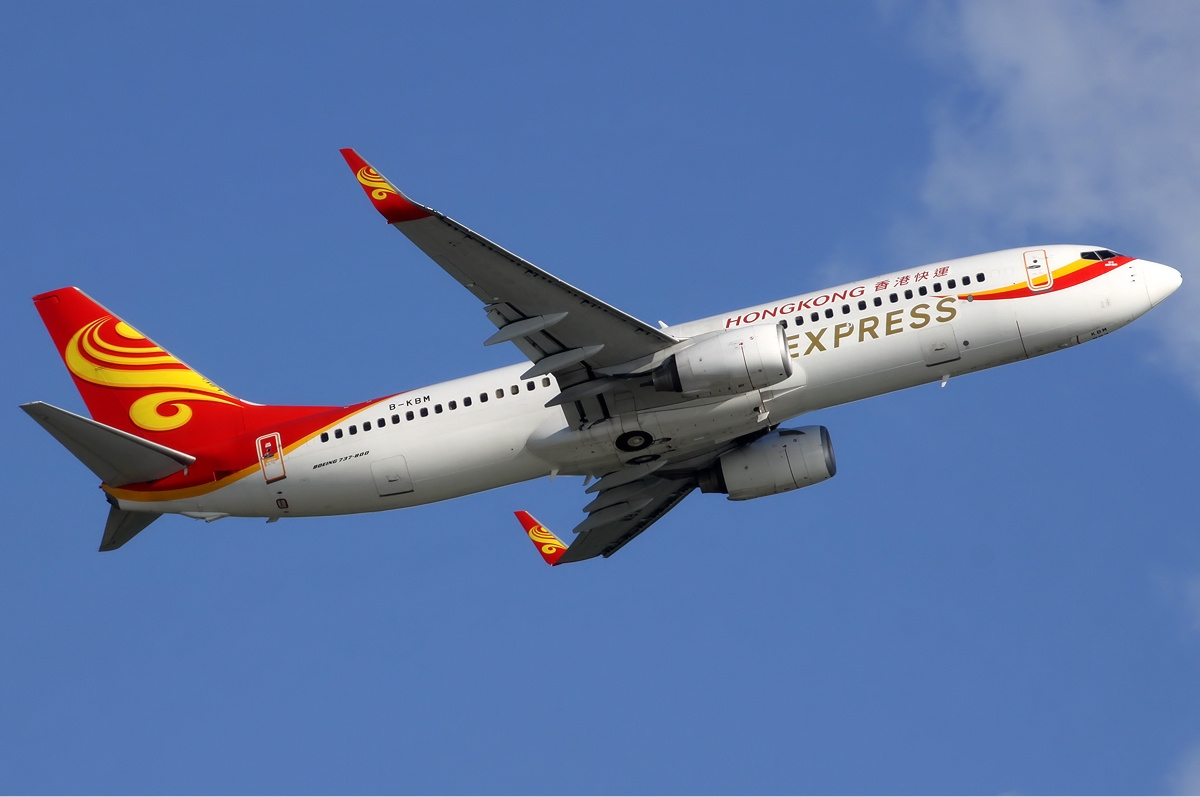
Boeing 737-800 Hong Kong Express Airways

HK Express wurde 1996 von Helicopters Hong Kong als Heli Hong Kong gegründet. Der Eigentümer war ein Kasinobetreiber aus Macau mit Namen Stanley Ho. Ab 2004 bis 2013 hieß die Gesellschaft Hong Kong Express Airways. Im Mai 2005 erhielt HK Express vom Hong Kong Economic Development und Labour Bureau die Linienrechte zu fünf chinesischen Städten, wie Guangzhou, Hangzhou, Chongqing, Nanjing und Ningbo. Im Juli 2005 erhielt HK Express ihre erste Maschine und begann am 7. September 2005 den Liniendienst nach Guangzhou, gefolgt von Flügen nach Hangzhou am 5. Oktober 2005. Die Maschine war die erste in Asien eingesetzte Embraer 170.
Die erste internationale Verbindung war am 30. August 2005 ein Charterflug nach Taichung, Taiwan. Im November 2005 bestand das Streckennetz aus 12 nationalen und, neben Taichung, drei internationalen Verbindungen.
Die HNA Group (Eigner der Hainan Airlines) erwarb im August 2006 45 % der Anteile der Hong Kong Express Airways. Die Fluggesellschaft ist mit Stand 2011 im Besitz der HKE Holding (45 %), Stanley Ho (40,3 %) und Andrew Tse (14,7 %) und beschäftigte rund 100 Mitarbeiter.
Anfang 2014 wurde Hong Kong Express Airways zu einer Billigfluggesellschaft umstrukturiert und in HK Express umbenannt. Zeitgleich wurde ein neues Farbschema eingeführt.
Seit 2016 ist HK Express Mitglied in der U-FLY Alliance.
Im September 2017 wurde der Fluggesellschaft die Abnahme zweier bestellter A320neo durch die chinesische Luftfahrtbehörde untersagt. Begründet wurde diese Maßnahme mit vorausgegangenen, kurzfristigen Stornierungen von Flügen seitens der Fluggesellschaft, durch die nahezu 2000 Passagiere festsaßen. Die Luftfahrtbehörde sei nach Berichten der „South China Morning Post“ zu dem Schluss gekommen, dass die Stornierungen eine Folge von Defiziten in der Unternehmensführung und Personalplanung seien.
2019 übernahm Cathay Pacific die Fluggesellschaft zu hundert Prozent von der HNA Group. Hierfür vereinbarte man einen Preis von rund einer halben Milliarde Euro. Später wurde entschieden, 16 Flugzeuge des Typen Airbus A321neo aus offenen Bestellungen des Cathay-Pacific-Konzerns ab dem Jahr 2022 in die HK-Express-Flotte aufzunehmen.
Im August 2019 wurde bekannt gegeben, dass Mandy Ng die Position des CEO übernimmt. Sie ersetzte Ronald Lam, der zurück zu Cathay Pacific wechselte.

## Flugziele
HK Express bedient, großteils im Codesharing mit Hong Kong Airlines, mehrere Ziele innerhalb der Volksrepublik China und Städte in Ostasien.

## Flotte
Mit Stand Juni 2025 besteht die Flotte der HK Express aus 41 Flugzeugen mit einem Durchschnittsalter von 7,6 Jahren:
| Flugzeugtyp     | aktiv | bestellt | Anmerkungen                                     | Sitzplätze | Durchschnittsalter |
| --------------- | ----- | -------- | ----------------------------------------------- | ---------- | ------------------ |
| Airbus A320-200 | 06    |          | einer inaktiv; einer mit Sharklets ausgestattet | 180        | 17,4 Jahre         |
| Airbus A320neo  | 10    |          | fünf inaktiv                                    | 188        | 6,5 Jahre          |
| Airbus A321-200 | 13    |          | elf mit Sharklets ausgestattet                  | 230        | 9,9 Jahre          |
| Airbus A321neo  | 12    | 14       | Auslieferung seit 2023                          | 236        | 1,2 Jahre          |
| Gesamt          | 41    | 14       |                                                 |            | 7,6 Jahre          |

## X Air
Zur Gesellschaft gehörte X Air Ltd. (damals HeliExpress) mit ihren Divisionen HeliHongKong und East Asia Airline, mit einer Flotte von fünf Helikoptern vom Typ Sikorsky S-76C+. Beide Divisionen betreiben Linienflüge zwischen Hongkong, Macau und Shenzhen sowie lokale Passagiercharterflüge und allgemeine Lufttransporte.